# Quincey Clark

Zawodnik Oklahoma Sooners

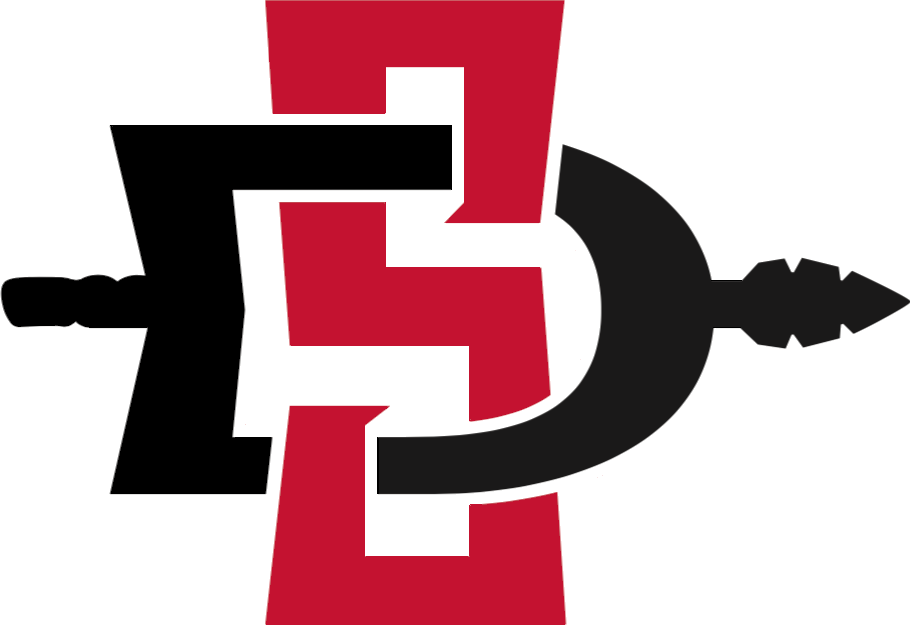
Zawodnik San Diego State Aztecs

Quincey Lee Clark (ur. 5 czerwca 1972) – amerykański zapaśnik w stylu klasycznym. Olimpijczyk z Sydney 2000, gdzie zajął siedemnaste w wadze do 54 kg. Srebrny medalista igrzysk panamerykańskich w 1999 i mistrzostw panamerykańskich z 2001 roku.
Zawodnik Lincoln High School z San Diego, University of Oklahoma i San Diego State University. Dwa razy All-American (1992, 1995) w NCAA Division I, drugi w 1995; siódmy w 1992 roku.